# Bruno Hamm
Bruno Eugene Aloyse Hamm (Strasburgo, 22 settembre 1970) è un ex cestista francese.

## Carriera
Con la Francia ha disputato i Campionati europei del 1995.

## Palmarès
- Campionato francese: 1

CSP Limoges: 1999-2000
- Coppa di Francia: 1

CSP Limoges: 2000
- Coppa Korać: 1

CSP Limoges: 1999-2000